# Прощай, друг
«Прощай, друг» (фр. Adieu l'ami) — детектив режиссёра Жана Вотрена, франко-итальянского производства, вышедший в прокат 14 августа 1968.

## Сюжет
Гавань Марселя, канун Рождества. После окончания алжирской войны домой возвращается молодой военный врач Дино Барран (А. Делон). В толпе встречающих незнакомая девушка просит Баррана о помощи. Изабель Моро (О. Жорж-Пико), служащая рекламного отдела крупной компании в Париже, хочет вернуть ценные бумаги в сейф, где хранится большая сумма денег. Для этого Баррану (под прикрытием медицинского осмотра служащих) нужно будет узнать код от сейфа в подвале, а на рождественских праздниках, когда здание будет пусто — открыть сейф. Дино соглашается, однако о плане узнает его случайный знакомый — вор и авантюрист Франц Пропп (Ч. Бронсон). Пропп следует за Барраном по пятам. В конце концов двое оказываются в подвале взаперти.
Не имея полного кода, случайные сообщники перебирают комбинации к сейфу. Моменты сотрудничества сменяются попытками подставить друг друга. По воле охраны лишившись запасов еды и питья, Барран и Пропп случайно закрывают себя в комнате с сейфом, который к тому же оказывается пуст. Измождённым героям спустя долгое время удаётся выбраться из комнаты и покинуть место преступления. Сообщники узнают, что были не одни — найдя труп охранника, которого никто из них не убивал. Барран понимает, что авантюра Изабель Моро имела целью подставить его, обвинив в убийстве охранника и краже денег из сейфа.
Барран объявлен в розыск. Пропп обещает ему не говорить о том, что в подвале они были вместе, а затем помогает сообщнику уйти от погони — ценою собственного ареста. Комиссар полиции Мелутис (Б. Фрессон), не добившись от Проппа признания, идёт на хитрость — сообщает прессе о том, что Пропп выдал Баррана, а затем призывает того позвонить в полицию для беседы с Проппом. Барран, узнав, что «Изабель Моро» — это фальшивое имя, пытается выйти на след девушки с помощью коллеги — медсестры Доминик Аустерлиц по прозвищу «Ватерлоо» (Б. Фоссе). Та обещает разыскать медицинскую карту загадочной «Изабель». В телефонном звонке комиссару врач сообщает, что не убивал охранника и не крал денег.
Вернувшись в подвал с Доминик, Барран встречает Изабель. Девушки работали вместе, о чём Барран давно догадался. Появляется комиссар Мелутис с подмогой. Изабель и Доминик гибнут в перестрелке с полицией, Барран арестован. Видя, как полицейские уводят Проппа, Барран прикуривает ему сигарету.

## О фильме
Наиболее известная лента Жана Эрмана, поставленная по сценарию и диалогам Себастьена Жапризо.
Фильм был весьма популярен во Франции и некоторые его моменты стали культовыми, в том числе реплика «Yeah!», которую периодически бросал герой Бронсона, стриптиз на подземной стоянке (стоил режиссёру упреков в «сексизме»), леопардовое манто Ольги Жорж-Пико и напряжённая музыка Франсуа де Рубе. По утверждению автора заметки в Le Figaro, все зрители по выходе из кинотеатра пытались повторить трюк с опусканием пятифранковых монет в до краёв наполненный стакан, и эта забава имела больший успех, чем игра в «ним» из фильма «В прошлом году в Мариенбаде».
Делон снялся в этом фильме после успеха в «Самурае» Мельвилля, а Бронсон — перед съёмками в «Однажды на Диком Западе» Серджо Леоне. В следующий раз они составили актёрский дуэт в ленте Теренса Янга «Красное солнце» в 1971 году.
Кинокритики обычно отмечают хороший подбор актёров, но также указывают на сюжетные странности и недостаток психологической достоверности. Обозреватель еженедельника Télérama, определяя жанр фильма как «саспенс-китч», замечает, что мотивации действий персонажей иной раз оставляют зрителя в полном недоумении (что вообще характерно для сценариев Жапризо, не считавшего нужным прорабатывать детали психологии).
В Италии фильм демонстрировался под названиями «Два грязных подонка» (Due sporche carogne) и «Техника ограбления» (Tecnica di una rapina). Англоязычная версия, известная под названиями Farewell, Friend и Honor Among Thieves и смонтированная для показа в США, вышла там только в 1973 году, поскольку лента имела плохую популярность в местных СМИ, и прокатчики не хотели выпускать фильм со столь странным, нудным и надуманным сюжетом.

## В ролях
- Ален Делон — Дино Барран
- Чарлз Бронсон — Франц Пропп
- Ольга Жорж-Пико — Изабель Моро
- Брижит Фоссе — Доминик Аустерлиц, называемая «Ватерлоо»
- Бернар Фрессон — инспектор Мелутис

## Комментарии
1. ↑  Репортёр даже усматривает сходство между смертью её героини в фильме, где ту расстреливают в упор из автоматов, и реальным самоубийством актрисы, выбросившейся из окна спустя тридцать лет.